# Gustav Brom

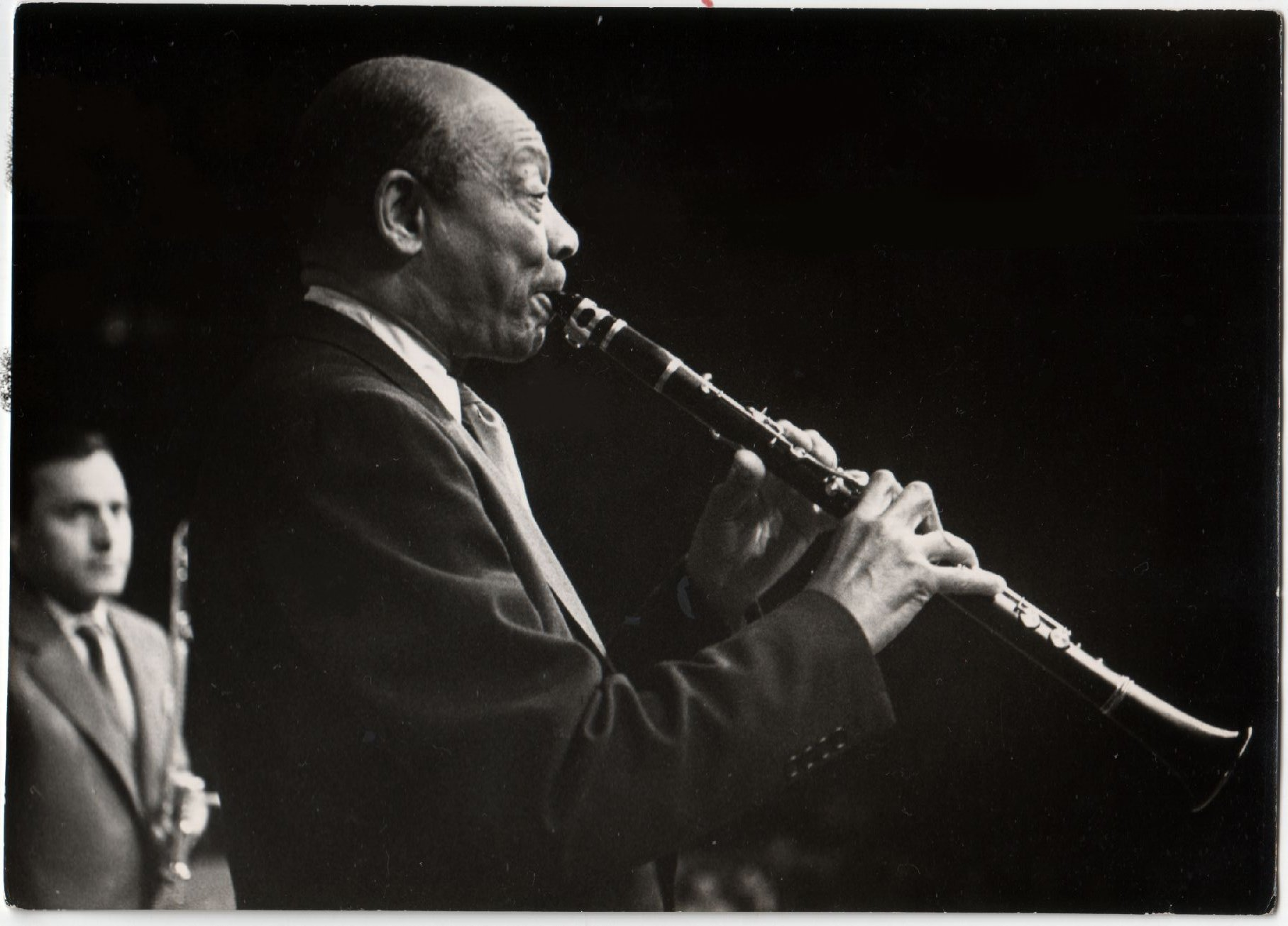
Edmond Hall při koncertu s Orchestrem G. Broma, Brno, Zimní stadion, 1962. Foto: Miloš Budík

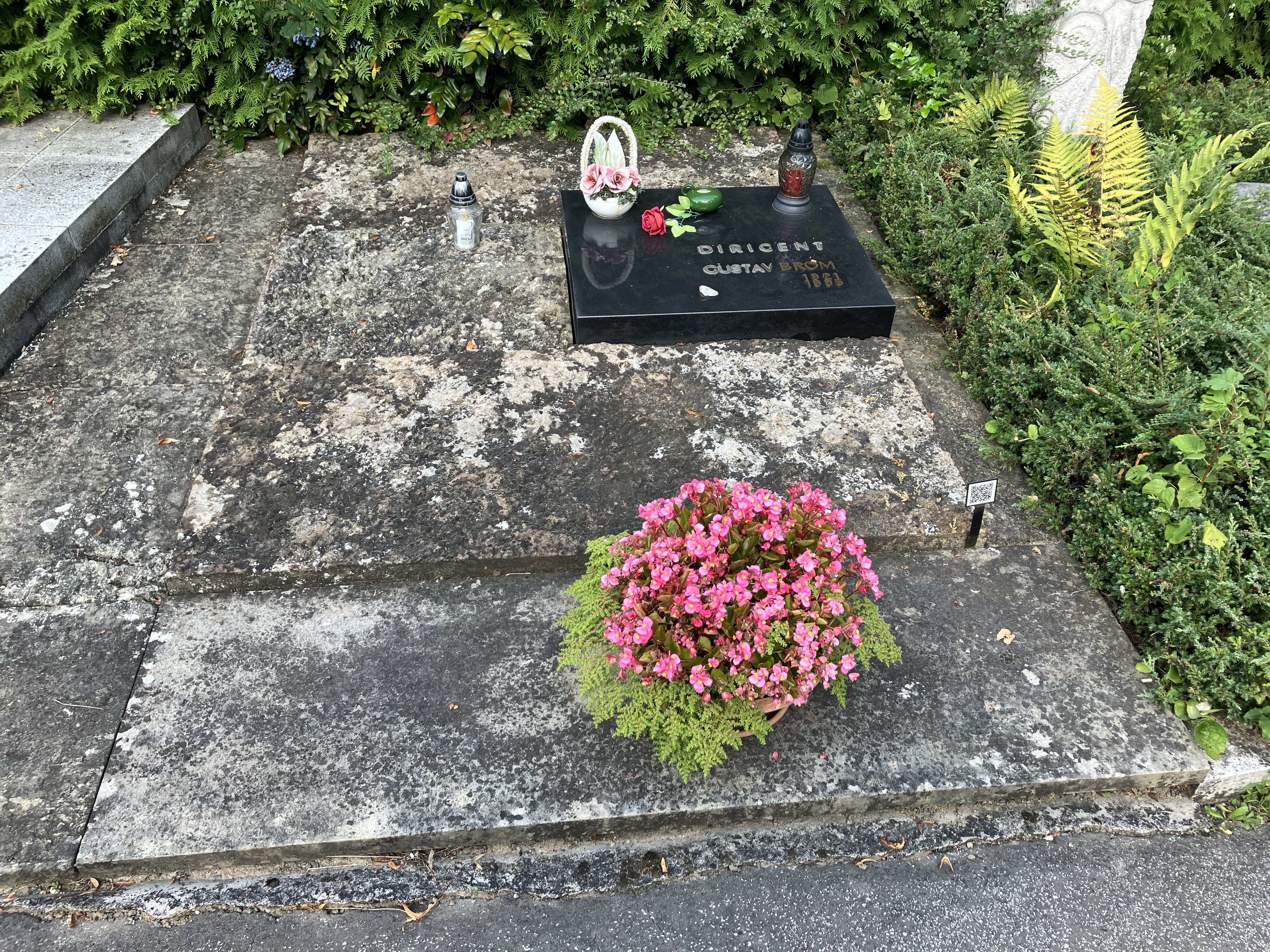
Hrob Gustava Broma

Gustav Brom, původním jménem Gustav Frkal (22. května 1921 Veľké Leváre – 25. září 1995 Brno) byl brněnský dirigent, kapelník, saxofonista, textař, zpěvák a hudební skladatel.

## Život
V letech 1932–1933 studoval na Gymnáziu v Kroměříži. Tam navštěvoval i hudební školu Moravanu. Původní náhodně z encyklopedie vybrané umělecké jméno Brom přijal za vlastní poté, co byl na podzim 1939 propuštěn z vězení, kde byl vězněn za distribuci ilegálních letáků. Jak sám říkal, hrát na saxofon a jmenovat se Frkal, to prostě nešlo. Mohl to však být klidně „Jód“, kdyby tužku do encyklopedie zapíchl kousek vedle.
Byl nejenom vynikající hudebník, úspěšný manažer, hledač talentů (objevil například Hanu Zagorovou), vtipný moderátor vlastních koncertů, ale i textař a zpěvák. Během několika málo hodin po oznámení letu prvního kosmonauta v roce 1961 například nazpíval píseň Pozdrav astronautovi (aneb Dobrý den, majore Gagarine) jako poctu Juriji Gagarinovi, kterou narychlo složili Jaromír Hnilička a Pavel Pácl. Ta se pak stala velkým hitem.
V jeho velkém jazzovém bigbandu, respektive tanečním orchestru hrál i legendární saxofonista Karel Krautgartner a mnozí jiní další výborní muzikanti, jako například Václav Holub, který na svého někdejšího vedoucího navázal a později začal vést úspěšný brněnský soubor Junior Big Band.
Je pohřben na Ústředním hřbitově v Brně, Čestný kruh, sk. 25e/hr. 36.

### Orchestr Gustava Broma
Orchestr Gustava Broma patřil ve své době ke špičkovým hudebním tělesům, které umělo hrát nejen swing a jazz, ale zvládalo i mnoho skladeb z tzv. středního proudu. Mimo jiné též na počátku šedesátých let orchestr doprovázel soutěž Hledáme mladé talenty.
Začátky souboru jsou datovány červnem roku 1940, kdy orchestr s názvem R-boys (Reálka boys) poprvé veřejně vystupoval v hotelu Radhošť v Rožnově pod Radhoštěm. Od této doby Brom vedl toto hudební uskupení nepřetržitě až do své smrti v roce 1995. Po válce hrával v pražské kavárně Vltava, krátce ve Švýcarsku a v roce 1948 v bratislavském rozhlasu. V roce 1963 orchestr zvítězil na festivalu big bandů v Manchesteru. V roce 1994 začal s orchestrem spolupracovat slovenský dirigent a trumpetista Vladimír Valovič, který se po smrti Gustava Broma stal šéfdirigentem.
Mezi známé členy orchestru patřili:
- Luděk Hulan – kontrabasista
- Jaromír Hnilička – trumpetista
- Václav Holub – trumpetista
- Helena Blehárová – zpěvačka
- Jarmila Veselá – zpěvačka

Jako hosté s orchestrem účinkovaly např. tyto významné osobnosti:
- Maynard Ferguson
- Dizzy Gillespie
- Diana Ross
- The Supremes
- Ray Conniff
- Ben Cramer
- Bill Ramsey
- Edmond Hall

## Citát
| „              | Mám-li vzpomínku na dvacet let spolupráce s Orchestrem Gustava Broma shrnout, řeknu to jednoduše. To, co se dělo v okolí tohoto pána a s touto kapelou, bylo něco ojedinělého, úžasného a nádherného. | “ |
| — Max Wittmann | |   |

## Planetka Gustavbrom
Dne 26. července 2007 byla po něm pojmenována planetka.